# 六角広体
六角 広体（ろっかく ひろもと）は、江戸時代後期の高家旗本。高家六角家7代当主。

## 略歴
六角広胖の子として誕生した。文化12年（1815年）5月3日、祖父・広孝の死去により家督を相続する。文化13年（1816年）10月1日、11代将軍・徳川家斉に御目見する。生涯、表高家衆に列し、高家職に登用されることはなかった。弘化3年（1846年）3月29日に隠居し、子の広泰に家督を譲る。
嘉永元年（1848年）11月17日、剃髪し光山と称する。嘉永3年（1850年）8月16日、死去。